# Ivan T. Sanderson
Ivan T. Sanderson, all'anagrafe Ivan Terence Sanderson, noto anche con lo pseudonimo di Terence Roberts (Edimburgo, 30 gennaio 1911 – New Jersey, 19 febbraio 1973), è stato un biologo e scrittore scozzese naturalizzato statunitense; si sposò due volte, e divenne cittadino statunitense.

## Biografia
Condusse alcune spedizioni in aree tropicali negli anni trenta e conquistò una buona fama per i suoi scritti sulla natura e sui viaggi. In seguito si segnalò anche come scrittore di criptozoologia, specialmente sull'argomento dello Yeti, si occupò anche di ufologia ed extraterrestri. È l'ideatore del termine globster usato per definire grosse masse organiche di origine non identificata talvolta rinvenute sulle coste degli oceani.
Durante gli anni cinquanta e sessanta, articoli di Sanderson furono diffusamente pubblicati sulle pagine delle riviste popolari di avventura come True, Sports Afield e Argosy, e anche nelle testate di interesse generale come il The Saturday Evening Post. Morì di cancro negli Stati Uniti.

## Eredità ed influenza culturale
Oggi Sanderson è ricordato soprattutto per due suoi principali scritti sulla natura: Animal Treasure (il resoconto di una spedizione nelle giungle dell'allora Africa Inglese Occidentale), e Caribbean Treasure (il racconto di una spedizione in varie isole caraibiche e della Guyana Inglese).
Entrambi sono resoconti ben scritti e umoristici di queste spedizioni scientifiche, e anticipano lavori successivi di scrittori-naturalisti come ad esempio Gerald Durrell.

## Opere

### Natura/Viaggi
- Caribbean Treasure
- Animal Treasure
- How to know the American Mammals
- Living Mammals of the World

### Mistero/Ufologia
- Abominable Snowmen: Legend Come to Life
- Uninvited Visitors: A Biologist Looks At UFOs
- Invisible Residents: The Reality of Underwater UFOs
- Investigating the Unexplained
- Things
- More Things